# Hammam Sousse (délégation)
Hammam Sousse est une délégation tunisienne dépendant du gouvernorat de Sousse.
En 2004, elle compte 34 685 habitants dont 17 718 hommes et 16 967 femmes répartis dans 8 746 ménages et 12 503 logements.